# Michael Noble (baron Glenkinglas)
Michael Antony Cristobal Noble, baron Glenkinglas, (19 mars 1913 - 15 mai 1984) est un homme politique conservateur écossais.

## Biographie
Il est le plus jeune fils de John Noble, 1er baronnet, et le petit-fils d'Andrew Noble, 1er baronnet, et fait ses études au Collège d'Eton et Magdalen College, Oxford. Agriculteur, il est président de la Scottish Blackface et de la Highland Cattle Society. Il est conseiller du comté d'Argyll et directeur d'Associated Fisheries.
Il est élu député d'Argyll lors d'élection partielle en juin 1958 et prend sa retraite en 1974.
Il est un Whip écossais de 1960 et Lords du Trésor en 1961. Il est Secrétaire d'État pour l'Écosse de 1962 à 1964 dans les gouvernements de Harold Macmillan et d'Alec Douglas-Home, succédant à John Maclay après la Nuit des longs couteaux. Il revient au gouvernement en tant que président de la Chambre de commerce en 1970 et ministre du Commerce de 1970 à 1972 sous Edward Heath.
En tant que secrétaire écossais, il préside la dernière exécution capitale en Écosse lorsque Henry John Burnett est pendu à la prison Craiginches à Aberdeen le matin du 15 août 1963 par le bourreau Harry Allen pour le meurtre du matelot de commerce Thomas Guyan.
Le 3 mai 1974, il est élevé à la pairie en tant que baron Glenkinglas, de Cairndow dans le comté d'Argyll.
Bien qu'il ait 25 ans de moins que l'historien de l'architecture Harry Stuart Goodhart-Rendel, les deux avaient une querelle très amicale. Noble aurait plaisanté en disant qu'ils étaient « les meilleurs ennemis ».
Il est décédé en mai 1984, à l'âge de 71 ans.